# Colonia Libertad, Mexiko
Colonia Libertad är en ort i Mexiko.   Den ligger i kommunen Santa María Colotepec och delstaten Oaxaca, i den sydöstra delen av landet, 500 km sydost om huvudstaden Mexico City. Colonia Libertad ligger 31 meter över havet och antalet invånare är 640.
Terrängen runt Colonia Libertad är platt åt sydväst, men åt nordost är den kuperad. Havet är nära Colonia Libertad åt sydväst. Runt Colonia Libertad är det glesbefolkat, med 9 invånare per kvadratkilometer. Närmaste större samhälle är Puerto Escondido, 2,2 km väster om Colonia Libertad. Omgivningarna runt Colonia Libertad är en mosaik av jordbruksmark och naturlig växtlighet.